# Megagymnostreptus niger
Megagymnostreptus niger är en mångfotingart som beskrevs av Christoph D. Schubart 1950. Megagymnostreptus niger ingår i släktet Megagymnostreptus och familjen Spirostreptidae. Inga underarter finns listade i Catalogue of Life.